# Ardian Kozniku
Ardian Kozniku (ur. 27 października 1967 w Djakowicy) – chorwacki piłkarz, pochodzenia albańskiego, występujący na pozycji napastnika.

## Kariera
Karierę rozpoczynał w miejscowym klubie KF Vëllaznimi Đakovica, skąd przeniósł się do stołecznego FK Priština w którym spisywał się znakomicie i zajął 4. miejsce w klasyfikacji króla strzelców ligi jugosłowiańskiej. Przeszedł do ligi chorwackiej do zespołu Hajduk Split, gdzie wystąpił w pierwszym meczu i był strzelcem pierwszego gola w historii ligi chorwackiej. Zdobył wraz z klubem pierwsze mistrzostwo Chorwacji, w pierwszym sezonie gry stał się pierwszym królem strzelców, którym został mając na koncie 12 bramek i stał się ulubieńcem kibiców splickiego klubu. Kolejne mistrzostwo dorzucił w sezonie 1993–1994, a także wraz z zespołem zdobył Puchar Chorwacji w którym strzelił decydującą bramkę. Został także drugim, a jedynym powojennym w historii królem strzelców wywodzącym się z klubu Hajduk Split. Po tym niezwykle udanym początku kariery w Chorwacji, wyjechał na Zachód, do francuskiego AS Cannes, gdzie spędził dwa sezony i stał się częstym jokerem, a trener stawiał na niego w spotkaniach Pucharu UEFA, gdzie zdobył nawet 2 bramki w spotkaniu wygranym przez Cannes 4:0 z zespołem Fenerbahçe SK.
W drugim sezonie gry na Lazurowym Wybrzeżu, wystąpił 18 razy i strzelił 3 gole, ale same występy, jak przyznawał potem były owocne, bowiem mógł występować z takimi graczami jak Johan Micoud czy Patrick Vieira. Kozniku przeniósł się do zespołu Le Havre, gdzie w 10 występach strzelił 6 goli. Przeniósł się do cypryjskiego APOEL Nikozja, gdzie jego zespół skończył sezon dopiero na 5. miejscu, jednak zdobył Puchar Cypru, ale przegrał w finale Superpucharu z Anorthosis Famagusta 1:2. Kozniku w 15 występach zdobył tam 12 goli, jednak poziom sportowy ligi cypryjskiej nie zadowalał go i na początku sezonu 1997–1998 znalazł się w pochodzącym z Korsyki zespole SC Bastia i stał się najlepszym strzelcem zespołu, z 5 bramkami na koncie, a Bastia zajęła 9. miejsce w Ligue 1. Zauważony przez selekcjonera Miroslava Blaževicia, został powołany na MŚ 1998, a po mundialu wrócił do Chorwacji, do zespołu Dinamo Zagrzeb. Już w pierwszym sezonie zdobył kolejne w jego karierze mistrzostwo, a w sezonie 1999–2000 połączył mistrzostwo ze zdobyciem w 29 występach 17 goli, gdzie zabrakło mu 2 bramek do kolejnej korony króla strzelców, którą tym razem zgarnął Tomislav Sokota. W następnym sezonie przeniósł się do drugoligowego austriackiego klubu FC Kärnten, gdzie występował w ataku z Bośniakiem Sevalem Zahiroviciem. „Bałkańska mafia” jak nazywała ich prasa z Karyntii, nie okazała się skuteczna – Kozniku w 7 występach nie strzelił żadnego gola i podziękowano mu za współpracę. Wrócił do ojczyzny i do stolicy, do zespołu NK Hrvatski Dragovoljac z Zagrzebia, gdzie w 11 występach strzelił 2 gole. Drużyna z Zagrzebia nie utrzymała się w Prva HNL i spadła do 2 ligi, a Kozniku zakończył w lipcu 2002 karierę sportową.

## Kariera reprezentacyjna
W reprezentacji zadebiutował bardzo późno, bo dopiero 20 kwietnia 1994 w Bratysławie w meczu przeciwko Słowacji, który Chorwaci przegrali 1:4. Drugi występ w reprezentacji to rozgrywany 9 września 1994 w Zagrzebiu na stadionie Maksimir mecz przeciwko Litwie w ramach eliminacji do Euro 1996, kiedy to Chorwacja wygrała 2:0, a Kozniku zaliczył swoje pierwsze trafienie w Reprezentacji. Był to także pierwszy gol w reprezentacji innego zawodnika Nikoli Jerkana. Kolejny występ, to występ w meczu przeciwko Włochom, który Chorwaci wygrali na wyjeździe 2:1, a Kozniku pojawił się na boisku minutę. Wystąpił także w rozgrywanym w Zagrzebiu rewanżu, w którym padł remis 1:1. 5 występ w reprezentacji to mecz z Polską, która przegrała 1:4, a Kozniku pojawił się na 7 końcowych minut zastępując samego Davora Sukera. Przedostatni występ Kozniku to mecz przed własną publicznością w Puli ze Słowacją, przegrany 1:2. Kozniku otrzymał wtedy żółtą kartkę za ostry wślizg w nogi Tibora Jančuli. Ostatni raz, 7 raz, w reprezentacji wystąpił 6 czerwca 1998 w Zagrzebiu, w przygotowawczym meczu przed Mundialem we Francji, kiedy Chorwaci rozgromili aż 7:0 Australię, a Kozniku strzelił wtedy bramkę na 6:0. Była to 100 bramka zdobyta przez reprezentację Chorwacji po odzyskaniu niepodległości. Został powołany na Mistrzostwa Świata w Piłce Nożnej 1998, nie wystąpił jednak na francuskim mundialu ani minuty.

## Odznaczenia
- Order Chorwackiej Plecionki (1998)[1]